# ویلیبالد گورلیت
ویلیبالد گورلیت (آلمانی: Wilibald Gurlitt؛ ‏ ۱ مارس ۱۸۸۹ – ۱۵ دسامبر ۱۹۶۳) موسیقی‌شناس و استاد دانشگاه اهل آلمان بود.
وی فرزند یک متخصص تاریخ هنر و دانش‌آموختهٔ رشته‌های فلسفه، تاریخ تمدن، علوم موسیقی و به‌ویژه تاریخ موسیقی سده‌های ۱۶ و ۱۷ میلادی در دانشگاه هایدلبرگ و دانشگاه لایپزیگ بود. وی تئوری موسیقی و نوازندگی ویولن و ارگ را نزد چندین استاد سرشناس به‌ویژه پروفسور کارل اشتروب نوازندهٔ ارگ کلیسای سنت توماس، لایپزیگ فرا گرفت. او پس از نوشتن رسالهٔ دکترای خود با راهنمایی هوگو ریمان در جریان جنگ جهانی اول به خدمت فراخوانده شد و کمی بعد به اسارت نیروهای فرانسوی درآمد. پس از روی کار آمدن نازی‌ها در آلمان، او به سبب تبار یهودی‌اش از کار برکنار شد اما پس از اتمام جنگ استاد دانشگاه برن و دانشگاه بازل شد. دانشگاه لایپزیگ در سال ۱۹۵۳ به او مدرک افتخاری اعطا نمود.